# Combats de Saumur
Bataille de France
 Défense de la Loire
Batailles
- Drôle de guerre
- Évacuation des civils de la ligne Maginot
- Mobilisation
- Offensive de la Sarre
- Baie de Heligoland
- Incident de Mechelen
- Plan Jaune
- Plan Dyle
- Luxembourg
- Ében-Émael
- Hannut

- Sedan
- Dinant
- Monthermé
- Givet
- La Horgne
- Gembloux
- Flavion
- Louvain
- Charleroi

- Stonne
- Montcornet
- La Sambre
- Arras

- L'Escaut
- Amiens
- La Lys
- Massacre de Vinkt
- Boulogne-sur-Mer
- Calais
- Poche de Lille
- Massacre du Paradis
- Abbeville
- Dunkerque
- Capitulation belge

- L'Aisne
- L'Ailette
- Opération Paula
- l’Exode
- Pont-de-l'Arche
- Opération Cycle
- Opération Ariel

- Les Alpes
- Vallon du Seuil
- Bombardement de Toulon
- Opération Vado
- La Loire
- Saumur
- La vallée du Rhône
- Bombardements de Marseille
- Menton (Pont-Saint-Louis)
- Combats aériens en Suisse
- Armistice du 22 juin

Les combats de Saumur sont une série de combats qui se déroulèrent durant la Défense de la Loire lors de la bataille de France, en juin 1940. Elle voit la défense d'un secteur du fleuve de la Loire par les élèves-officiers de l'école de cavalerie et du Train de Saumur de l'époque, appelés « Cadets ». Pour cette raison, les combats sont également appelés « combats des Cadets de Saumur ». 
Cette résistance, qualifiée d'héroïque, opposa pendant deux jours près de 2 500 soldats français, sous-équipés et inexpérimentés, à la 1re division de cavalerie de l'armée allemande, alors même que le maréchal Pétain venait d’annoncer la demande d'armistice et d’appeler à cesser le combat. Ce faisant, les cadets de Saumur sont parfois considérés comme les premiers résistants, avec les derniers défenseurs de la ligne Maginot.

## Histoire

### Contexte

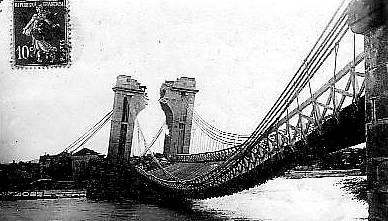
Le pont de Balbigny sur la Loire en train de s'écrouler en juin 1940.

En mai 1940, les armées françaises engagées en Belgique dans le Nord de la France sont encerclées avec le Corps expéditionnaire britannique et l'armée belge à la suite de la percée des Allemands dans les Ardennes. Encerclés à Dunkerque, les Alliés sont évacués par la mer. Le 28 mai, la Belgique capitule, l'armée française ne possède plus que 60 divisions et 1 200 chars et peu de couverture aérienne. 
Le 10 juin la ligne de défense reconstituée sur la Somme et sur l’Aisne cède. La retraite de l'armée française se transforme en déroute, même si quelques unités retraitent en ordre. Devant la progression allemande vers la Seine et la prise de Paris déclarée ville ouverte le 14 juin, le gouvernement français, qui trouve refuge à Bordeaux, demande que les fleuves et rivières soient mis en défense pour bloquer la progression des armées du Reich vers le sud de la France. La Loire, compte tenu de son tracé et de sa largeur, doit devenir un obstacle majeur.
Le secteur allant de Candes-Saint-Martin (Indre-et-Loire) au Thoureil (Maine-et-Loire) fut confié à l’École de cavalerie de Saumur, commandée par le colonel Michon. Ce secteur comporte notamment quatre ponts constituant des points de franchissement cruciaux pour les armées allemandes.
Cependant, le 15 juin 1940, l’École de cavalerie reçoit l’ordre d’évacuer Saumur pour rejoindre Montauban. Le colonel Michon, refusant de reculer, obtint de conserver les cadres et élèves de l’école pour mettre le secteur imparti en défense. L’évacuation ne concerne donc que les éléments non-combattants de l’École de cavalerie. Dans la même journée, Maxime Weygand annonce refuser toute reddition de l'armée française.
Le 16 juin 1940, les Allemands sont à Orléans, ville déserte bombardée à plusieurs reprises par leur aviation. Les ponts routiers (Joffre et George-V) sont détruits pour empêcher la progression des Allemands vers le sud. Seul le pont de chemin de fer ou pont de Vierzon n'a pu être détruit, laissant les troupes allemandes rejoindre la rive gauche de la Loire.
Le 17 juin 1940, le maréchal Pétain adresse un message aux armées françaises demandant de cesser les combats dans la perspective de l’armistice. « Ces paroles nous pénétraient, au fur et à mesure, comme autant de gouttes de feu », écrira le lieutenant-colonel Bardiès. Le colonel Michon rassemble ses cadres pour leur exposer la situation. Tous sont volontaires pour poursuivre la résistance armée, malgré des moyens très faibles (essentiellement réduits à l'armement d'instruction), et faire ainsi honneur, dans un esprit de sacrifice, à l’armée française. C’est avec la défense de la ligne Maginot, le premier acte de résistance armée sur le territoire national. Les Allemands sont alors à Nevers et à La Charité-sur-Loire.
Le 19 juin 1940, les Allemands atteignent Gien, Beaugency et Sully-sur-Loire. Dans le même temps, Blois et Nantes, villes déclarées ouvertes, sont prises par l'ennemi.

### Troupes en présence

#### Françaises
Les troupes françaises sont hétéroclites, et sont constituées de :
- 550 élèves aspirants de réserve (ÉAR) de cavalerie et des 240 ÉAR du train (équivalent des EOR actuels) de la 4e division d’instruction, encadrés par leurs instructeurs, sous le commandement du Colonel Michon ;
- 360 soldats de divers centres d’instruction de la région, dont le centre d'organisation de la cavalerie de Fontevrault l'Abbaye, aux ordres du capitaine de Cadignan ;
- 80 hommes commandés par le capitaine Monclos ;
- 200 fantassins et mitrailleurs du 13e régiment de tirailleurs algériens ; tirailleurs du dépôt d'instruction des tirailleurs Nord africains no 93 bis aux ordres du sous-lieutenant Perrot ;
- un bataillon de 350 hommes des EAR de l' l’École d’infanterie de Saint-Maixent commandé par le capitaine Bleuze ;
- le 1er Groupe Franc motorisé de cavalerie aux ordres du capitaine de Neuchèze (dont le compositeur Jehan Alain) ;
- un escadron de reconnaissance, réformé à Évreux début juin 1940, combattant sous l'écusson du 1er G.R.D.I. commandé par le capitaine Gobbe ;
- 260 cavaliers du 19e régiment de dragons aux ordres de chef d’escadron Hacquard.

Soit environ 2 500 hommes armés de 24 blindés, 5 canons de 75 mm, 13 canons antichars et 15 mortiers pour tenir 40 km de front.

#### Allemandes
Les troupes allemandes sont composées de :
- 1re Kavallerie division, Generalmajor Kurt Feldt.
- 1re Infanterie division, Generalmajor Philipp Kleffel.
- 11e Infanterie division, Generalmajor von Böckmann.

Au total, 40 000 hommes, 300 pièces d'artillerie, 150 blindés et de plusieurs éléments de la Luftwaffe.

### Déroulement des combats

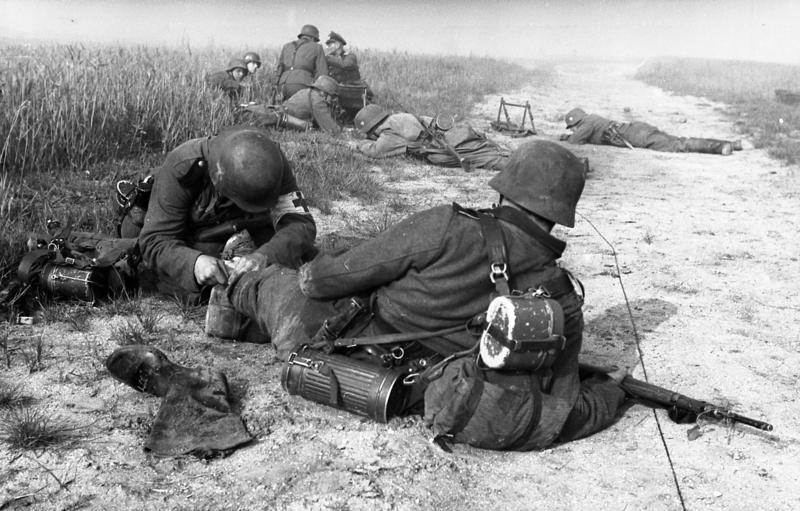
Soldat allemand blessé recevant un traitement médical sur le front en juin 1940.

Ceux-ci bloqueront pendant plus de deux jours plus de deux divisions allemandes (dont la 1re division de cavalerie), sans oublier l’appui de la Luftwaffe. Les combats commencèrent le 19 juin 1940 lors d'un premier contact, à 0 h 15, à Saumur avec des blindés allemands rapidement mis hors de combat . Peu après, à 2 h, le pont de Montsoreau est détruit lors de l'engagement avec les troupes allemandes.
Les troupes françaises prirent position sur quatre ponts de la Loire, qu'elles eurent ordre de tenir coûte que coûte. Bien qu'inexpérimentées, elles repoussent les divers assauts allemands, leur infligeant de lourdes pertes, menant même une contre-attaque mais qui est rapidement contenue. Ce n'est que grâce à l'arrivée de renforts et par l'utilisation massive de l'artillerie et par suite du manque de munitions que les Allemands s'emparent de ces ponts dans la journée du 20 juin 1940, marquant ainsi la fin de la bataille et de tout obstacle majeur à la progression de l'armée allemande dans le Sud du pays.
Ordre est donné à une formation motorisée française, comprenant des éléments d'un escadron réformé du 1er G.R.D.I., de se diriger sur Poitiers via Loudun.

### Après les combats
Les combats héroïques menés par cette poignée de soldats équipés de leurs armes d’instruction contre des forces très supérieures tant en hommes qu’en armements furent reconnus par leurs vainqueurs : c’est le général Feldt commandant la 1re division de cavalerie qui leur donnera le nom de « cadets » et qui leur permettra de repartir libres vers la ligne de démarcation, aux ordres de leurs officiers, sans escorte allemande, une section de la Wehrmacht leur rendant les honneurs militaires au passage du pont à Beaulieu-lès-Loches.
Les cadets de Saumur furent également cités pour actes de bravoure à l'ordre de l'armée par le général français Maxime Weygand.

## Conséquences
L'issue de cette bataille permit aux Allemands de lancer une vaste offensive vers le Sud-Est, plus particulièrement dans la vallée du Rhône, où les troupes françaises de l'Armée des Alpes qui devaient déjà faire face aux Italiens furent prises à revers par les forces allemandes. Cette aide militaire précipite donc la signature de l'armistice du 24 juin 1940, les forces françaises n'étant pas en mesure de se battre sur deux fronts.

### Bilan

#### Pertes humaines
Les pertes de cette bataille sont de 250 tués ou blessés du côté français, et de 132 tués et plusieurs centaines de blessés du côté allemand.
218 soldats français sont faits prisonniers par les Allemands après la bataille de Saumur/Gennes (mais qui seront relâchés plus tard par le général allemand Kurt Feldt). De nombreux autres soldats sont également portés disparus (plusieurs centaines d'hommes au total).

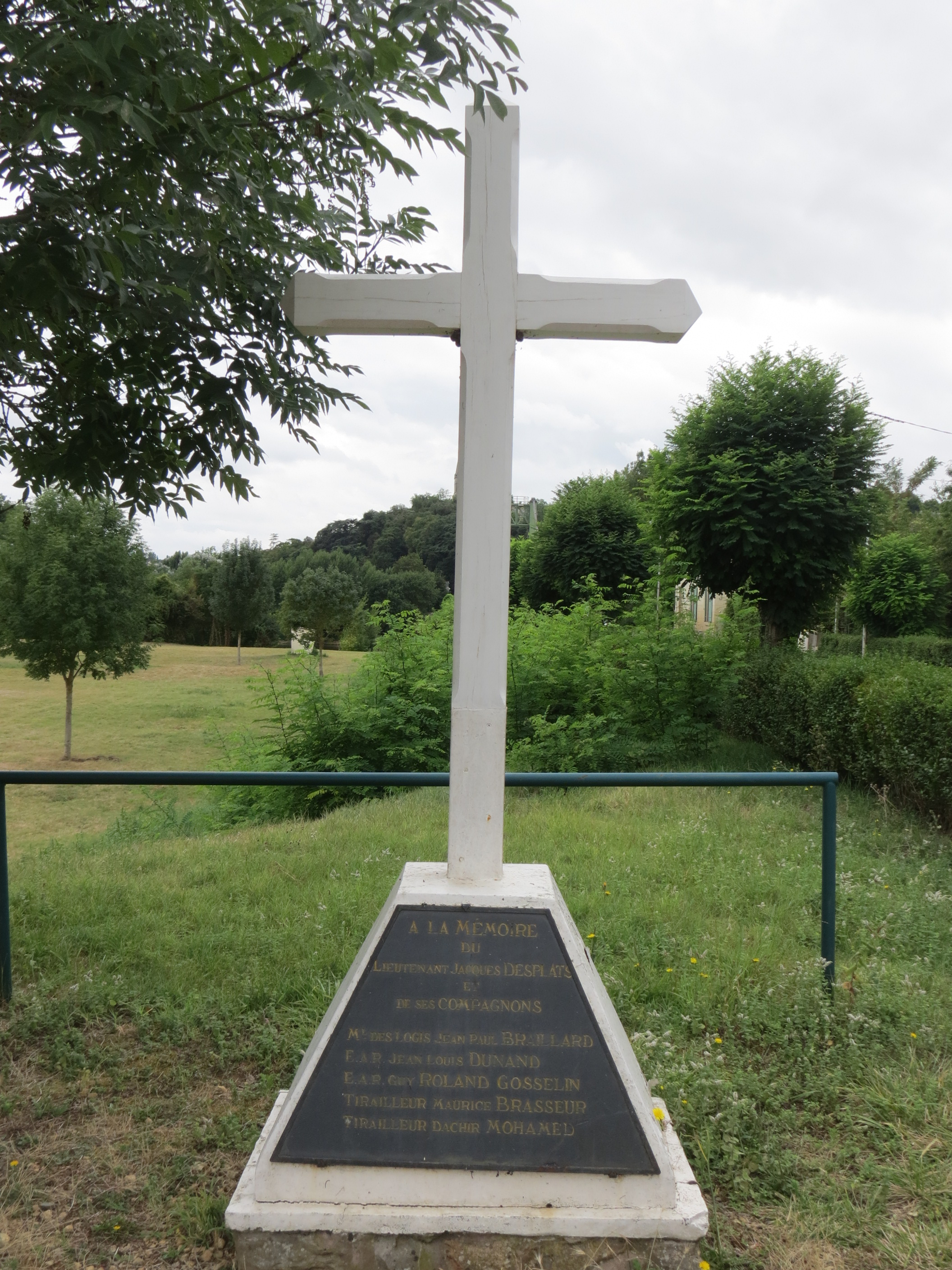
Monument aux défenseurs de l'île de Gennes.
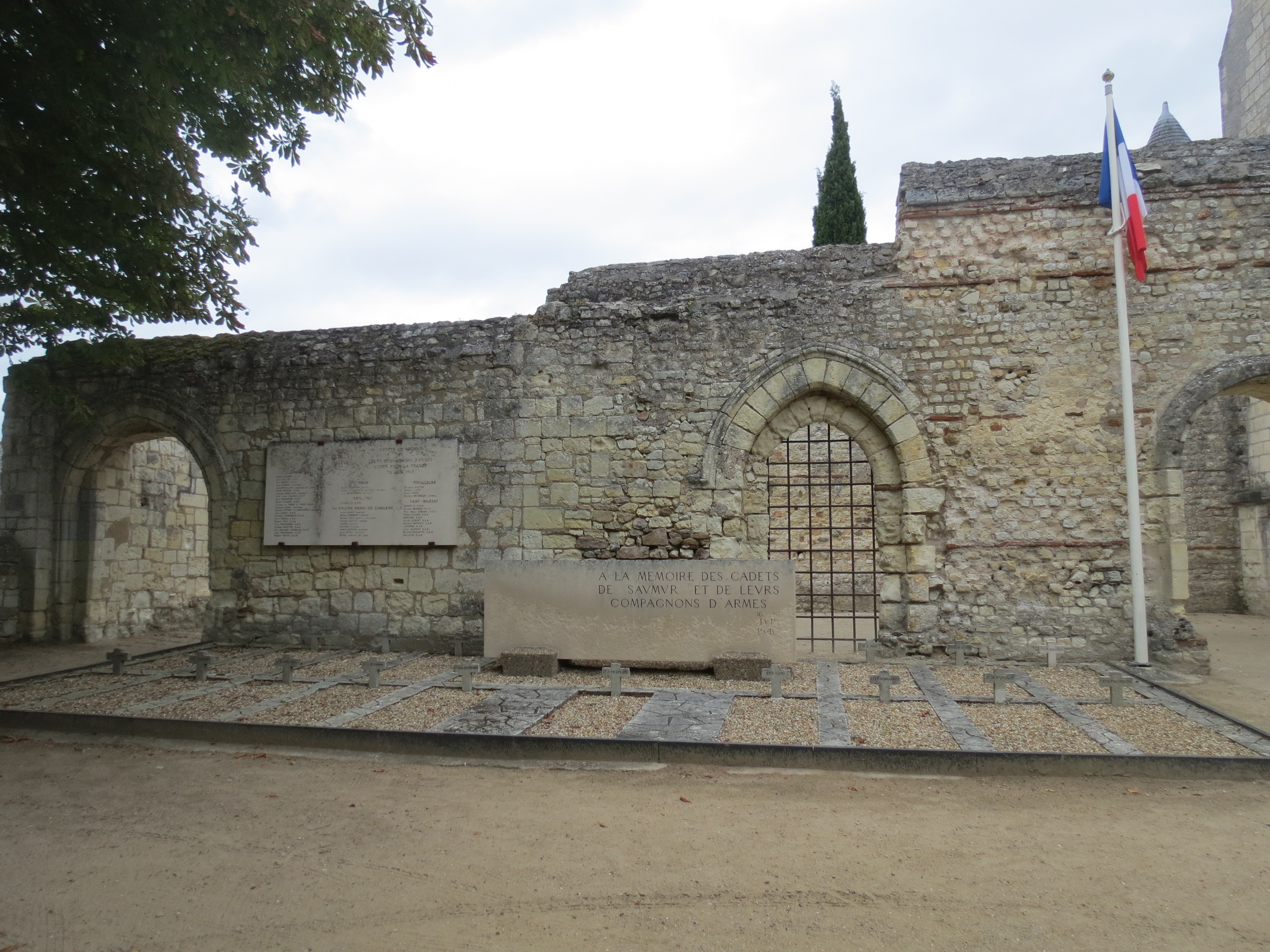
Cimetière militaire de Gennes.
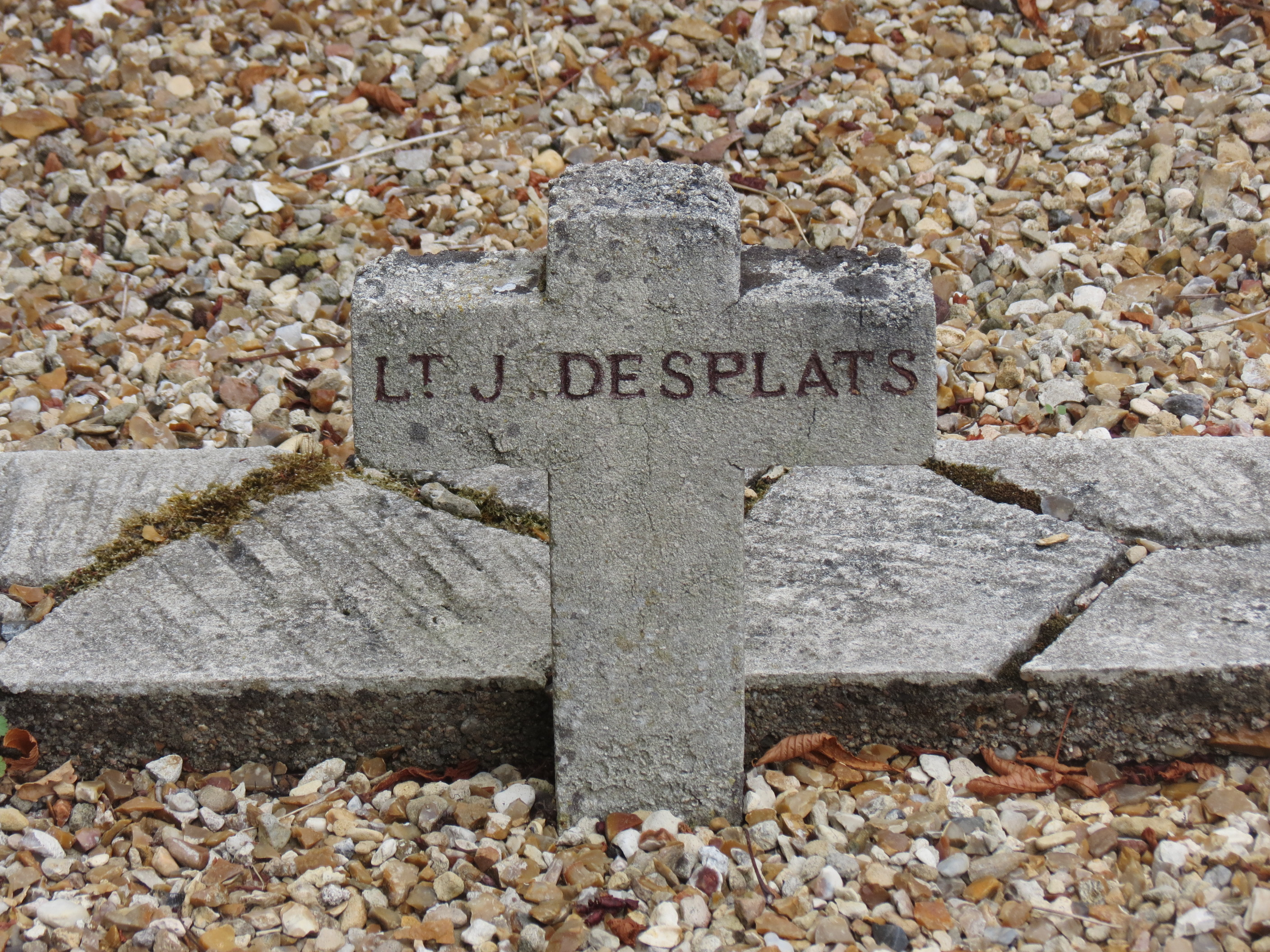
Tombe du Lieutenant Jacques Desplats au cimetière militaire de Gennes.

#### Personnalités
- Jehan Alain (1911-1940), compositeur et organiste français, cité pour actes de bravoure, meurt le 20 juin 1940 au champ d'honneur à 29 ans après avoir résisté seul à un peloton d'assaut allemand[3].
- Le lieutenant Gabriel de Galbert (1912-2001), cadre à Saumur, s'illustre au cours de l'affrontement.
- Maurice Druon (1918-2009), devenu plus tard homme de lettres et académicien, était élève-officier à Saumur dans la promotion précédente. Contrairement à ce qui est souvent dit, il n'a pas participé à cette bataille. Il a été dans la région et s'est retrouvé en Dordogne, mais n'était plus cadet à ce moment-là. Il a écrit son premier roman, « La dernière brigade » en 1946, qui raconte cette bataille[4].
- Jean Ferniot (1918-2012), journaliste et écrivain, a participé aux combats sur la Loire.
- Georges de Caunes (1919-2004), journaliste français, participe aux combats sur la Loire comme EOR à Saint-Maixent.
- Jean Charles L'officier (1913-1974), Vice PDG de Lafarge, EOR, participa aux combats à la tête de sa brigade, la brigade l'officier.
- Henri de Farcy (1914-1983), EOR, dirige le repli de l'île de Gennes après la mort de son lieutenant.
- Roger Mucchielli (1919-1981)
- Jacques Desplats (1913-1940), lieutenant instructeur à Saumur, défenseur de l'Ile de Gennes, Saint-Cyrien, sorti major de sa promotion à Saumur en 1938.

## Hommage

Dessin du revers de l'étendard de l'école d'application de l'arme blindée et cavalerie et de l'école du train et de la logistique.

Tous les cinq ans, un hommage est rendu chaque 20 juin aux combattants de Saumur, en présence des anciens soldats. Le dernier cadet survivant meurt en septembre 2023.
L'ancienne école d'application de l'arme blindée et cavalerie et l'école du train et de la logistique portent l'inscription Gennes-Saumur 1940 sur leur étendard.
En juin 2016, le pont de Grenelle (Paris) est renommé « pont de Grenelle-Cadets-de-Saumur ».
Plusieurs promotions de la 4° DI portent le nom d'officiers ou d'EAR qui se sont illustrés à Saumur (et après). La promotion d'EOR 94/04 porte le nom de « Promotion Colonel Michon ».

### Filmographie
- 1970 : Les Cadets de Saumur téléfilm de Claude-Jean Bonnardot
- 2018 : Ces Gamins-là, La Bataille des Cadets de Saumur, documentaire de Jean-Paul Fargier diffusé sur LCP[7]